# モハマッド・アセフ・デラワル
モハマッド・アセフ・デラワル（محمد آصف دلاور、Mohammad Asef Delawar、1949年 - ）は、アフガニスタンの軍人。上級大将。元アフガニスタン軍参謀総長。

## 経歴
アフガニスタン人民民主党、パルチャム派。
- 1985年 - 第3軍団長
- 1986年春 - ホースト周辺のムジャーヒディーン基地の撃滅作戦を指揮して、功績を挙げた。
- 1989年2月 - 最高国防会議議員を兼任
- 1989年春～夏 - ジャラーラーバードの防衛に成功し、大将に昇進した。
- 1989年8月 - 参謀総長

1992年4月、首都カーブルをアフマド・シャー・マスードの部隊に無抵抗で引き渡した。この後も、参謀総長のポストを維持したため、以前からムジャーヒディーンと内通していたともされる。
1992年9月29日、爆弾による暗殺未遂により負傷し、間もなく、イギリスに移住した。
1990年代中盤、帰国し、マスードの元で働いた。2000年春、マスードにより北部同盟の臨時司令官に任命され、カブール地区でターリバーンと戦った。
ハーミド・カルザイ政権でも、2003年9月20日まで参謀総長を務めた。